# Serrat de la Torre del Merlí
El Serrat de la Torre del Merlí és una serra situada al municipi de Navès (Solsonès), amb una elevació màxima de 937,5 metres.